# Порез (Малмыжский район)
Порез — деревня в Малмыжском районе Кировской области в составе Ральниковского сельского поселения.

## География
Находится в правобережной части района на расстоянии примерно 28 километра по прямой на северо-запад от районного центра города Малмыж.

## История
Была известна с 1747 года, когда здесь было учтено 10 «ясашных вотяков мужского пола». В 1873 году дворов 25 и жителей 203 для двух порезских починков вместе: Пореза и Усада. В 1905 46 дворов и 277 жителей, в 1926 51 и 315 (все удмурты) соответственно. В 1950 году был 72 двора и 307 жителей. В 1989 году учтено 216 жителей.

## Население
Постоянное население составляло 229 человек (удмурты 92 %) в 2002 году, 175 в 2010.